# Havoisa de Normandia
Havoisa de Normandia (o Hawisa), nascuda el 977 i morta a Rennes el 22 de febrer de 1034, fou una princesa normanda fill del duc de Normandia Ricard Sense Por i d'una de les seves esposes a la manera danesa (frilla), Gunnor de Normandia, d'una poderosa família de la noblesa normanda.
Es va casar amb Jofré I de Bretanya vers 996, al mateix temps que el seu germà Ricard II de Normandia es casava amb Judit de Bretanya; a la mort del seu marit el 1008, va esdevenir duquessa usufructuaria de Bretanya i regent pel seu fill menor d'edat (de 10 anys) Alan III de Bretanya, futur duc de Bretanya.